# Von Porat
von Porat är en adlig ätt härstammande från Mecklenburg. Dietrich Porath blev 1677 fäktmästare vid svenska hovet. Han adlades 1699 och introducerades på Riddarhuset 1701.
Från en bror till Dietrich, Christopher Porath (död 1714), fäktmästare vid akademien i Lund härstammar en icke adlig gren av släkten.

## Personer ur ätten Porat
I Magnus Härenstams släkt hade det talats om att en av släktens anfäder hade varit en löjtnant von Porat, som haft en tillfällig förbindelse med en flicka i Småland. Detta prövades därför med DNA-testning i teveprogrammet Vem tror du att du är?, där det visade sig vara felaktigt.
- Axel von Porat, militär
- Carl von Porat, lärare och entomolog

- Dietrich von Porat, tysk-svensk fäktmästare
- Gösta von Porat, svensk militär och flygpionjär
- Hjalmar von Porat, ingenjör
- Otto von Porat, norsk boxare
- Sofia von Porat, kokboksförfattare
- Tage von Porat, försäkringsman